# Philipp Braun (Aktivist)
Philipp Braun (* 1967 in Tübingen) ist ein LSBTIQ-Aktivist und ist seit 2021 Bundesvorstand des LSVD+ – Verband Queere Vielfalt, eine Position, die er bereits in den 0-er Jahren ab 2003 innehatte. Ab 2005 war er Vorstandsmitglied der International Lesbian, Gay, Bisexual, Trans and Intersex Association (ILGA), wo er von 2006 bis 2009 den Posten des Ko-Generalsekretärs innehatte.
Philipp Braun ist seit den frühen 1990er Jahren in der Schwulenbewegung aktiv. Er war maßgeblich an der Kampagne für die brasilianische UN-Resolution gegen Homosexuellendiskriminierung und an der LSVD-Kampagne gegen schwulenfeindliche Texte in der Reggae-Musik beteiligt.
Im April 2005 hielt Braun seine erste Rede vor der Menschenrechtskommission in Genf und war Leiter des UN-Menschenrechtspanels „In Union: how can workers' rights and the struggle for equality for sexual minorities advance together“ im Genfer Palais des Nations (ehemals Sitz des Völkerbundes). Dieses fand in Zusammenarbeit mit dem Dachverband der weltweiten Gewerkschaften und mit Unterstützung des Auswärtigen Amtes statt.
Beim LSVD+ ist Braun vor allem für internationale Themen zuständig. Bei der öffentlichen Anhörung am 24. Mai 2023 zur 40. Sitzung des Ausschusses für Menschenrechte und Humanitäre Hilfe des Deutschen Bundestages war Philipp Braun als Sachverständiger geladen und nahm Stellung zur Menschenrechtslage von LSBTIQ in der Welt. Darüber hinaus ist Philipp Braun im Themenbereich Asyl und Migration aktiv.

## Studium und weiterer Werdegang
Braun studierte Mathematik und Informatik in Tübingen. Die Carnegie Mellon University in Pittsburgh schloss er mit dem Titel Master of Science in Engineering and Public Policy ab. Des Weiteren war er Doktorand im Graduiertenprogramm in Medienwissenschaften an der School of Journalism and Mass Communication an der University of Colorado at Boulder.
Braun ist hauptberuflich als Referent bei einer Bundesbehörde in Bonn beschäftigt.

## Einsatz vor UN-Menschenrechtskommission
Braun sprach am 5. April 2005 als LSVD-Sprecher in Genf vor der UN-Menschenrechtskommission (MRK) und forderte die Einhaltung der Menschenrechte von Lesben, Schwulen, Bisexuellen und Transgendern (LGBT). Braun sprach im Namen des kanadischen HIV/AIDS Legal Network. Hintergrund ist, dass bei den UN keine LSBTIQ-Organisationen akkreditiert sind.
Braun erklärte, dass die Allgemeine Erklärung der Menschenrechte auch die bürgerlichen und politischen Rechte von Lesben, Schwulen, Bisexuellen und Transgendern umfasse. Diese Rechte einzufordern, sei auch nach über 100 Jahren Emanzipationsbewegung notwendig. So werde Homosexualität noch immer in über 70 Ländern kriminalisiert.
Die fortgesetzte Verletzung der Menschenrechte von Homosexuellen widerspricht laut Braun einem Urteil des UN-Menschenrechtsausschusses aus dem Jahr 1994. Damals hatte der Ausschuss im Fall Toonen gegen Australien entschieden, dass Gesetze, die die einvernehmliche Sexualität zwischen zwei Menschen desselben Geschlechts verbieten, gegen den Internationalen Pakt über bürgerliche und politische Rechte verstoßen.